# 桑德罗·利马
桑德罗·利马（1990年10月28日—），巴西足球运动员，场上司职前锋，目前效力于土超球队青年联合。

## 俱乐部生涯
2013年9月1日，他在阿维河与阿洛卡的葡超比赛中登场，是其职业生涯第一次亮相。
2020年9月3日，以一百万欧的身价加盟天津泰达。

## 相关链接
- Soccerway資料庫：桑德罗·利马